# قاي ويتنغهام
قاي ويتنغهام (بالإنجليزية: Guy Whittingham)‏ (10 نوفمبر 1964 في المملكة المتحدة - ) هو مدرب كرة قدم ولاعب كرة قدم بريطاني في مركز الهجوم. لعب مع أستون فيلا وأكسفورد يونايتد وشيفيلد وينزداي ونادي بورتسموث ونادي بيتربورو يونايتد ونادي واتفورد وويكمب وندررز ووولفرهامبتون واندررز ويوفل تاون وNewport (IOW) F.C. ‏ وWaterlooville F.C. ‏.

## وصلات خارجية
- قاي ويتنغهام على موقع قاعدة بيانات كرة القدم.إي يو (الإنجليزية)
- قاي ويتنغهام على موقع عالم كرة القدم.نت (الإنجليزية)